# Mellicta kalaszensis
Mellicta kalaszensis är en fjärilsart som beskrevs av Issekutz och Kovács 1954. Mellicta kalaszensis ingår i släktet Mellicta och familjen praktfjärilar. Inga underarter finns listade i Catalogue of Life.